# 威靈頓市政廳
威靈頓市政廳（英語：Wellington Town Hall，毛利語：Te Whare Whakarauika）是一座音樂廳，是紐西蘭威靈頓市政綜合體的一部分，於1904年12月開放。自2013年庫克海峽地震以來，它已不對公眾開放，以進行加固工作。預計於2025年1月重新開放。